# Filistatoides
Filistatoides là một chi nhện trong họ Filistatidae.